# Arquidiócesis de Lusaka
La arquidiócesis de Lusaka (en latín: Archidioecesis Lusakensis y en inglés: Roman Catholic Archdiocese of Lusaka) es una circunscripción eclesiástica latina de la Iglesia católica en Zambia, sede metropolitana de la provincia eclesiástica de Lusaka. La arquidiócesis tiene al arzobispo Alick Banda como su ordinario desde el 30 de enero de 2018. 

## Territorio y organización

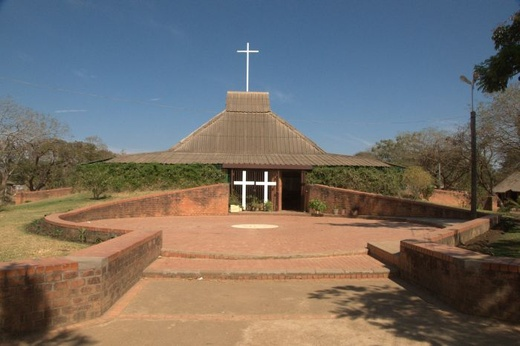
Iglesia católica en Lusaka

La arquidiócesis tiene 35 000 km² y extiende su jurisdicción sobre los fieles católicos de rito latino residentes en parte de la provincia de Lusaka.
La sede de la arquidiócesis se encuentra en la ciudad de Lusaka, en donde se halla la Catedral del Niño Jesús.
En 2019 en la arquidiócesis existían 66 parroquias.
La arquidiócesis tiene como sufragáneas a las diócesis de: Chipata, Livingstone, Mongu y Monze.

## Historia
La prefectura apostólica de Broken Hill fue erigida el 14 de julio de 1927 con el breve Ex hac sublimi del papa Pío XI, obteniendo el territorio de la prefectura apostólica de Zambeze (hoy arquidiócesis de Harare).
Posteriormente, por el papa Pío XI, cedió porciones de su territorio a otras circunscripciones eclesiásticas:
- el 25 de mayo de 1936 para la erección de la prefectura apostólica de Victoria Falls (hoy diócesis de Livingstone) mediante la bula Quo in Rhodesiae Septentrionalis;[2]
- el 1 de julio de 1937 al vicariato apostólico de Lwangwa (hoy diócesis de Mpika) mediante la bula Enascentium Ecclesiarum;[3]
- el 8 de enero de 1938 para la erección de la prefectura apostólica de Ndola (hoy arquidiócesis de Ndola) mediante la bula Quo evangelica.[4]

El 13 de junio de 1946 tomó el nombre de prefectura apostólica de Lusaka.
El 14 de julio de 1950 la prefectura apostólica fue elevada a vicariato apostólico con la bula Si sedulis del papa Pío XII.
El 25 de abril de 1959 el vicariato apostólico fue elevado al rango de arquidiócesis metropolitana con la bula Cum christiana fides del papa Juan XXIII.
El 10 de marzo de 1962 cedió una porción de territorio para la erección de la diócesis de Monze mediante la bula Evangelium salutis del papa Juan XXIII.
El 24 de septiembre de 2006 sin el consentimiento del papa el exarzobispo de Lusaka, Emmanuel Milingo (casado y vinculado a la Iglesia de la Unificación desde 2001), ordenó en Washington D. C. a cuatro sacerdotes estadounidenses casados. Dos días después la Santa Sede anunció que no reconocía la ordenación episcopal de los cuatro sacerdotes que "atacaron" el sacramento del orden sagrado y por lo tanto, según el canon 1382 del Código de Derecho Canónico, incurrieron, como Milingo, en la excomunión latae sententiae (es decir, por el mismo hecho de haber realizado la acción). El 17 de diciembre de 2009 fue dado de baja del estado clerical.
El 29 de octubre de 2011 cedió otra porción de territorio para la erección de la diócesis de Kabwe mediante la bula Cum nuper del papa Benedicto XVI.
Las diócesis de Kabwe y de Solwezi inicialmente eran sufragáneas de Lusaka, pero el 18 de junio de 2024, tras la elevación de la diócesis de Ndola (que también era sufragánea de Lusaka) a arquidiócesis metropolitana, pasaron a formar parte de la nueva provincia eclesiástica.

## Estadísticas
Según el Anuario Pontificio 2020 la arquidiócesis tenía a fines de 2019 un total de 1 738 413 fieles bautizados.
| Año                                                                             | Población            | Población | Población      | Sacerdotes | Sacerdotes    | Sacerdotes    | Bautizados por sacerdote | Diáconos permanentes | Religiosos | Religiosos | Parroquias |
| Año                                                                             | Bautizados católicos | Total     | % de católicos | Total      | Clero secular | Clero regular | Bautizados por sacerdote | Diáconos permanentes | Varones    | Mujeres    | Parroquias |
| ------------------------------------------------------------------------------- | -------------------- | --------- | -------------- | ---------- | ------------- | ------------- | ------------------------ | -------------------- | ---------- | ---------- | ---------- |
| 1950                                                                            | 27 500               | 450 000   | 6.1            | 29         | 1             | 28            | 948                      |                      | 40         | 53         |            |
| 1970                                                                            | 98 060               | 572 924   | 17.1           | 69         | 12            | 57            | 1421                     |                      | 79         | 134        | 22         |
| 1978                                                                            | 218 800              | 1 600 000 | 13.7           | 75         | 16            | 59            | 2917                     |                      | 97         | 186        | 39         |
| 1990                                                                            | 335 000              | 2 157 000 | 15.5           | 97         | 29            | 68            | 3453                     | 1                    | 105        | 227        | 48         |
| 1999                                                                            | 632 000              | 2 889 500 | 21.9           | 127        | 28            | 99            | 4976                     |                      | 201        | 577        | 66         |
| 2000                                                                            | 635 600              | 2 894 804 | 22.0           | 134        | 29            | 105           | 4743                     | 1                    | 209        | 590        | 68         |
| 2001                                                                            | 709 156              | 3 084 284 | 23.0           | 151        | 37            | 114           | 4696                     | 1                    | 223        | 655        | 68         |
| 2002                                                                            | 723 333              | 3 112 042 | 23.2           | 181        | 56            | 125           | 3996                     | 1                    | 270        | 665        | 55         |
| 2003                                                                            | 729 896              | 3 225 098 | 22.6           | 208        | 75            | 133           | 3509                     | 1                    | 223        | 669        | 69         |
| 2004                                                                            | 736 194              | 3 257 344 | 22.6           | 184        | 48            | 136           | 4001                     |                      | 235        | 675        | 70         |
| 2007                                                                            | 853 000              | 3 468 000 | 24.5           | 185        | 47            | 138           | 4610                     | 5                    | 338        | 815        | 72         |
| 2013                                                                            | 583 000              | 2 432 000 | 24.0           | 201        | 55            | 146           | 2900                     |                      | 372        | 994        | 53         |
| 2016                                                                            | 1 171 000            | 3 310 000 | 35.4           | 235        | 81            | 154           | 4982                     |                      | 327        | 973        | 60         |
| 2019                                                                            | 1 738 413            | 4 371 221 | 39.8           | 244        | 84            | 160           | 7124                     |                      | 324        | 724        | 66         |
| Fuente: Catholic-Hierarchy, que a su vez toma los datos del Anuario Pontificio. |                      |           |                |            |               |               |                          |                      |            |            |            |

## Episcopologio
- Bruno Wolnik, S.I. † (17 de octubre de 1927-1950 renunció)
- Adam Kozłowiecki, S.I. † (4 de junio de 1955-29 de mayo de 1969 renunció[12])
- Emmanuel Milingo (29 de mayo de 1969-6 de agosto de 1983 renunció)
- Adrian Mung'andu † (9 de enero de 1984-30 de noviembre de 1996 retirado)
- Medardo Joseph Mazombwe † (30 de noviembre de 1996-28 de octubre de 2006 retirado)
- Telesphore George Mpundu (28 de octubre de 2006 por sucesión-30 de enero de 2018 renunció)
- Alick Banda, desde el 30 de enero de 2018